# Kazimierz Laskowski
Kazimierz Laskowski   (Troitsk, 7 de novembre de 1899 - Varsòvia, 20 d'octubre de 1961) fou un tirador d'esgrima i boxejador polonès que va competir durant la dècada de 1920.
Especialista en el sabre, el 1928 va prendre part al Jocs Olímpics d'Amsterdam, on va guanyar la medalla de bronze en la prova del sabre per equips del programa d'esgrima. En el seu palmarès també destaca una medalla de bronze al campionat del món d'esgrima.
En els primers dies de novembre de 1918 entrà a l'Exèrcit polonès, prenent part activa en el desarmament de les tropes alemanyes a Varsòvia. El 1920 va participar en la Guerra poloneso-soviètica, per la qual va rebre la Creu al Valor. L'1 de gener de 1923 va ser ascendit a tinent. Entre 1922 i 1939 va ser instructor de boxa i esgrima en diferents escoles acadèmies militas. El 1937 fou ascendit a capità. Va lluitar en la Campanya de Polònia de la Segona Guerra Mundial i passà la resta de la guerra en un camp de presoners. Alliberat per tropes de l'exèrcit estatunidenc, va romandre a Alemanya treballant per l'Administració de les Nacions Unides per a l'Auxili i la Rehabilitació. Entre 1946 i 1948 dirigí el Consolat de Polònia a Berlín.